# Leptopelis bufonides
Espèce
Statut de conservation UICN

 LC  : Préoccupation mineure
Leptopelis bufonides  est une espèce d'amphibiens de la famille des Arthroleptidae.

## Répartition
Cette espèce se rencontre au Sénégal, au Gambie, en Guinée, au Burkina Faso, dans le nord du Ghana, dans le Nord du Bénin, dans le Nord du Togo, dans le Nord du Nigeria, dans le Nord du Cameroun et dans le Sus-Ouest du Tchad,.
Sa présence est incertaine en Guinée-Bissau, en Côte d'Ivoire, au Mali et au Niger.

## Description
Les mâles mesurent de 29 à 33 mm et les femelles de 37 à 41 mm.

## Publication originale
- Schiøtz, 1967 : The treefrogs (Rhacophoridae) of West Africa. Spolia Zoologica Musei Hauniensis, København, vol. 25, p. 1-346.